# Tantana, Harran
Tantana là một xã thuộc huyện Harran, tỉnh Şanlıurfa, Thổ Nhĩ Kỳ. Dân số thời điểm năm 2011 là 654 người.